# Esecutore (personaggio)
L'Esecutore/il Boia (Executioner), il cui vero nome è Skurge, è un personaggio dei fumetti creato da Stan Lee (testi) e Jack Kirby (disegni) pubblicato dalla Marvel Comics. La sua prima apparizione avviene in Journey into Mystery (Vol. 1) n. 103 (aprile 1964).
Guerriero asgardiano di discendenze jǫtunn, l'Esecutore è uno storico nemico di Thor, follemente innamorato di Amora l'Incantatrice ed inizialmente usato come pedina nei piani di quest'ultima o di Loki ma che, in seguito, si sacrifica per scongiurare Ragnarǫk e muore eroicamente salvando un'infinità di anime da Niflheim.

## Biografia del personaggio

### Primi anni
Nato a Jotunheim, Skurge è il figlio illegittimo di un Gigante di Ghiaccio e di una asgardiana motivo per il quale cresce disprezzato da entrambe le specie. Negli anni si dimostra uno dei migliori guerrieri dei Nove Mondi guadagnandosi, per la sua spietatezza, l'epiteto di "Esecutore" e stabilitosi ad Asgard prendendo parte, tra le loro milizie, alla guerra contro Jotunheim; in seguito conosce Amora l'Incantatrice di cui si innamora tanto perdutamente da diventarne succube ed eseguire ogni suo ordine senza mai obiettare, nonostante essa dimostri di non ricambiare minimamente i suoi sentimenti.

### Servitore dell'Incantatrice
Recatosi sulla Terra assieme all'Incantatrice, l'Esecutore rapisce Jane Foster per affrontare Thor, da cui viene sconfitto; successivamente i due si alleano con Loki e assaltano il Baxter Building venendo nuovamente fermati da Thor e Balder il Coraggioso.
Esiliati sulla Terra per decreto di Odino, l'Incantatrice e l'Esecutore si alleano con il Barone Heinrich Zemo entrando nella prima formazione dei suoi Signori del male e rimanendovi fino al loro scioglimento dovuto alla morte in battaglia dello stesso Zemo; dopodiché viene assoldato dal Dottor Destino in un'orda di supercriminali incaricati di impedire il matrimonio tra Mister Fantastic e la Donna Invisibile.
Dopo aver collaborato con il Mandarino per affrontare i Vendicatori e combattuto contro Hulk, l'Incantatrice e l'Esecutore vengono banditi da Odino in una terra desolata dove la tirannica regina Casiolena seduce il guerriero spingendolo a tradire Amora sebbene, in seguito, nel corso della battaglia finale, riesca a ribellarsi al controllo della donna uccidendola e giurando nuovamente fedeltà all'Incantatrice, assieme alla quale poco tempo dopo affronta la Cosa e prende parte ad un assalto ad Asgard grazie al quale Loki riesce ad usurpare brevemente il trono. Tempo dopo l'Esecutore e l'Incantatrice si alleano con gli asgardiani per scacciare le schiere del demone Surtur ma, nel momento in cui la sua amata padrona si innamora di Heimdall, il guerriero decide di affogare il dispiacere per il suo cuore spezzato partecipando ad una missione nel regno di Hel assieme a Thor e Balder per liberare centinaia di anime umane imprigionatevi da Malekith il Dannato e che Hela non intende liberare.

### Morte
Una volta giunti a Hel e liberate le anime dall'adiacente regno di Niflheim, i membri della spedizione scoprono che Hela sta facendo costruire Naglfar, un'immensa nave su cui imbarcare il suo esercito di non-morti per invadere i Nove Mondi dando origine a Ragnarǫk; Skurge l'Esecutore sacrifica dunque la sua scure per distruggere il veliero e, armato solo di una coppia di M16, trattiene l'intero esercito di guerrieri immortali di Hela dando ai compagni il tempo di attraversare il ponte di Gjallerbru e abbandonare il regno dei morti.
Ironicamente solo dopo la sua morte gli viene attribuito finalmente il rispetto che in vita non ha mai ricevuto, tanto che la sua anima entra nel Valhalla, Balder e Thor brindano alla sua memoria ed Amora si rende conto che, in fondo, ne ricambiava i sentimenti.

## Poteri e abilità
Data la sua fisiologia di ibrido tra Gigante di Ghiaccio e asgardiano, Skurge possiede i poteri comuni a tutti gli esponenti di entrambe le specie (eccetto la criocinesi) ovvero forza, resistenza, velocità, agilità e riflessi sovrumani; le sue dimensioni (seppur ridotte rispetto allo standard dei Giganti di Ghiaccio) risultano comunque immense conferendogli, almeno sul piano fisico, una forza molto maggiore della media degli asgardiani, mentre la sua capacità visiva è di gran lunga più acuta di quella di un rapace. La sua longevità è quasi illimitata e, raggiunta la maturità, il suo invecchiamento si è praticamente cristallizzato, inoltre non può morire se non venendo ucciso ed è completamente immune ai danni provocati dalle basse temperature (come ipotermia o congelamento). Oltre a tutto ciò l'Esecutore è un combattente tanto abile da rivaleggiare con Thor e Balder nonché da riuscire a trattenere da solo le truppe immortali di Hela e dispone di una superba competenza nella lotta all'arma bianca, la sua arma caratteristica è l'immensa scure Bloodaxe, che lo rende in grado di aprire varchi dimensionali e teletrasportarsi.

## Altri Esecutore
Nel corso degli anni di pubblicazioni altri due personaggi hanno utilizzato il nome di Esecutore:

### Crazy Gang
L'androide noto come Esecutore è apparso per la prima volta in Marvel Super-Heroes (UK) (Vol. 1) n. 377 (settembre 1981) a opera di Dave Thorpe (testi) e Alan Davis (disegni). Membro della Crazy Gang di Sir James "Mad Jim" Jaspers, l'Esecutore è poco più di una macchina programmata per eseguire gli ordini del suo creatore.

### Daniel DuBois
Daniel DuBois è apparso per la prima volta in Dark Reign: Young Avengers (Vol. 1) n. 1 (luglio 2009) a opera di Paul Cornell (testi) e Mark Brooks (disegni). Ricco e sadico vigilante noto come "Esecutore" per la sua passione nel cacciare e giustiziare i criminali, è il figlio di Zelda DuBois (Principessa Pitone) ed un ex-compagno di scuola di Kate Bishop.

## Altre versioni

### Mangaverse
Nel Marvel Mangaverse, l'Esecutore e la Vedova Nera vengono assoldati da Mordo per catturare Bruce Banner, missione che eseguono seppur ostacolati da Tigra. Successivamente però, Banner si trasforma in Hulk e distrugge il sottomarino in cui viene trasportato provocando, presumibilmente, la morte dei suoi carcerieri.

### Vendicatori/JLA
Nel crossover Vendicatori/JLA, Skurge l'Esecutore è uno dei supercriminali guardiani della fortezza di Krona.

## Altri media

### Animazione
L'Esecutore compare nel film d'animazione Hulk Vs. Thor e Wolverine, uscito direttamente per il mercato direct-to-video.

### Cinema
Skurge l'Esecutore, interpretato da Karl Urban, compare come antagonista terziario, poi antieroe, nel film del Marvel Cinematic Universe Thor: Ragnarok (2017).

### Televisione
- Skurge l'Esecutore compare nel segmento dedicato a Thor di The Marvel Super Heroes.
- Il personaggio compare in un episodio di Super Hero Squad Show dove, visto il target infantile, viene chiamato semplicemente "Skurge".
- L'Esecutore è un avversario ricorrente della serie animata Avengers - I più potenti eroi della Terra, in cui tuttavia non ha scene parlate.
- Skurge compare in due episodi di Ultimate Spider-Man.

### Videogiochi
- Skurge l'Esecutore è un avversario del videogioco Marvel: La Grande Alleanza.
- In Marvel: Avengers Alliance l'Esecutore è un boss di fine livello.
- Il personaggio compare in LEGO Marvel Super Heroes.